# Brice Bragato
Brice Bragato (Conceição do Castelo, 13 de novembro de 1953) é uma política brasileira.
Se aposentou como Servidora do Instituto Nacional de Colonização e Reforma Agrária (Incra), é formada em Serviço Social e Direito. Foi vereadora de Serra, no Espírito Santo e deputada estadual pelo mesmo estado por três mandatos (1990-2006).
Em 2010, candidatou-se ao governo do Espírito Santo e obteve 38 177, representando 2,09% dos votos válidos.